# 瑞龍院
瑞龍院（1534年—1625年5月26日），豐臣秀吉之姊，父親為木下彌右衛門，母親為大政所。本名叫做智，後來出家，稱為日秀尼。與身為農夫的彌介結婚，但是後來秀吉開始成為一派勢力，大力拉拔自己的親戚，便讓姊夫接受了阿波望族三好家的姓氏，改名為三好吉房。

## 生平
瑞龍院與吉房生有三子，在1591年時，秀吉的獨子鶴松夭折，就收她的長子秀次與次子秀勝為養子。此外，她的同母異父弟豐臣秀長因為也沒有兒子，就讓自己的女兒阿菊與瑞龍院的三子秀保結婚，成為婿養子。
但是在1592年時，次子秀勝在出征朝鮮時病逝。
1595年更是多災之年，由於秀吉又得到一子的關係，便將秀次以有謀反的嫌疑處死，同時也將秀次的父親三好吉房流放到讚岐；更不幸的是，就在同一年，三子秀保也病逝了。在失去丈夫與兒子之後，她出家為尼，在京都的嵯峨野建立了瑞龍寺，為兒子秀次祈求冥福。
被流放的三好吉房，大約在1600年時過世。1615年時，曾經一度收留庇護過曾孫女御田姬（秀次之女與真田幸村所生）。
1625年以九十二歲高齡過世，法名「瑞龍院日秀」，可以說是看盡豐臣家興起與沒落的人物。